# وول‌ورینگم
وول‌ورینگم (به لاتین: Wulveringem) یک منطقهٔ مسکونی در بلژیک است که در ورن واقع شده‌است. وول‌ورینگم ۳۳۶ نفر جمعیت دارد.